# Traiania cacaotera
Traiania cacaotera is een hooiwagen uit de familie Zalmoxioidae.